# 2022年9月臺灣
| << | 2022年9月 （民國111年） | >> |    |    |    |    |
| \| 日 \| 一 \| 二 \| 三 \| 四 \| 五 \| 六 \| \| \| \| \| \| 1 \| 2 \| 3 \| \| 4 \| 5 \| 6 \| 7 \| 8 \| 9 \| 10 \| \| 11 \| 12 \| 13 \| 14 \| 15 \| 16 \| 17 \| \| 18 \| 19 \| 20 \| 21 \| 22 \| 23 \| 24 \| \| 25 \| 26 \| 27 \| 28 \| 29 \| 30 \| \| \| \| \| \| \| \| \| \| |                         |    |    |    |    |    |
| 臺灣新聞動態／維基新聞 |                         |    |    |    |    |    |
| 世界／中国大陆／臺灣 |                         |    |    |    |    |    |
| 日 | 一                      | 二 | 三 | 四 | 五 | 六 |
| |                         |    |    | 1  | 2  | 3  |
| 4 | 5                       | 6  | 7  | 8  | 9  | 10 |
| 11 | 12                      | 13 | 14 | 15 | 16 | 17 |
| 18 | 19                      | 20 | 21 | 22 | 23 | 24 |
| 25 | 26                      | 27 | 28 | 29 | 30 |    |
| |                         |    |    |    |    |    |

## 9月1日
- 陸軍金門防衛指揮部表示，1架民用無人機進入獅嶼禁限制水域上空。駐守部隊示警驅離無效後，首次予以擊落[1]。

## 9月3日
- 中央疫情指揮中心表示，新增3萬2529例本土病例，中重症增140例，其中42人死亡，國內COVID-19疫情升溫[2]。

## 9月5日
- 太平洋友邦吐瓦魯總理拿塔諾（Kausea Natano）伉儷率團訪問台灣，總統蔡英文上午在總統府以隆重軍禮迎接訪團[3]。

## 9月7日
- 教育部召開私校退場審議會，公布名單共計六所私立大學列入專案輔導，一校實施1年內停辦[4]。
- 馬紹爾群島共和國文化及內政部長柯歐塔（Hon. Ota Jacob Kisino）訪問台灣與原民會，展現台馬雙邊南島文化交流[5]。

## 9月8日
- 總統上午在國安會秘書長顧立雄、外交部長吳釗燮等人陪同下，在總統府接見美國聯邦眾議院軍事委員會「情報暨特種作戰」小組副主席莫菲（Stephanie Murphy）訪問團[6]。
- 監察院長陳菊下午接見法國參議院歐洲事務委員會副主席貝勒發（Cyril Pellevat）訪團[7]。
- 國防部指出，截至下午5時，偵獲共機45架次、共艦7艘次，解放軍1架軍用無人機首度逾越海峽中線[8]。

## 9月12日
- 中央疫情指揮中心表示，即日起將恢復對美加紐澳、歐洲與邦交國的入境免簽證待遇[9]。
- 「2022年台立經貿合作洽談會」於台北國際會議中心舉行，立陶宛經濟及創新部政務次長澤麥提斯（Karolis Žemaitis）率領官員及企業代表訪台出席[10]。

## 9月18日
- 台東17日晚間發生的芮氏規模6.4地震，為18日主震的前震，造成多處災情，無人傷亡[11]。18日下午2時44分，台東池上發生芮氏規模6.8地震，造成台鐵東里站月台崩坍，花蓮玉里高寮大橋斷裂、一家7-11便利店的樓房倒塌，赤科山六十石山崩塌近700人受困，全台1死171傷[12][13]。

## 9月20日
- 中華民國退休警察人員協會總會到總統府前凱達格蘭大道集會、請願，提殺警死刑定讞者應執行槍決等3訴求。提出修改不合時宜法令以保障警察、殺警死刑定讞者應執行槍決和重新檢討警察年改退休金等[14]。

## 9月22日
- 捷克參議院「教育、科學、文化、人權暨請願委員會」主席德拉霍斯晉見總統蔡英文，希望更進一步加強台灣與捷克間的合作，包括半導體研發，以及希望能夠促成台北-布拉格的直航班機[15]。

## 9月23日
- 台北市立動物園上午發稿表示，大貓熊「團團」曾疑似癲癇發作，經檢查左大腦半球有局部液化壞死病變[16]。